# Sportåret 2023
Sportåret 2023 präglades av att idrotten alltmer återhämtat sig efter Coronaåren, och tävlingsschemat rullade på igen. Det internationella tävlandet präglades dock av fortsatt avstängning av Ryssland och Belarus efter Rysslands fullskaliga invasion av Ukraina i februari 2022.

## Allmänt
- 16 januari - Svenska Idrottsgalan hålls i Avicii Arena i Stockholm. Nils van der Poel tar storslam och utses till Årets manlige idrottare, prisas för Årets prestation och tilldelas Jerringpriset.[1][2]

## Bandy
- 17 mars - Svenska bandyfinalen för damer spelas på Studenternas IP i Uppsala i Sverige. Villa Lidköping BK besegrar Västerås SK med 8–1.[3]
- 18 mars - Svenska bandyfinalen för herrar spelas på Studenternas IP i Uppsala i Sverige. Västerås SK besegrar Villa Lidköping BK med 3–2 efter förlängning.[4]
- 2 april - Såväl damernas som herrarnas världsmästerskap spelas i Eriksson Arena i Åby i Sverige. Sverige vinner damfinalen mot Finland med 15–0 medan USA vinner damernas match om tredje pris mot Nederländerna med 4–0. Sverige vinner även herrfinalen, också den mot Finland, med 3–1 medan Norge vinner herrarnas match om tredje pris mot Kazakstan med 5–1.[5][6]

## Fotboll
- 18 juni - Spanien blir Uefa Nations League-mästare genom att besegra Kroatien med 5–4 efter straffsparkstävling i finalen på De Kuip i Rotterdam.[7]
- 20 juli–20 augusti: Världsmästerskapet för damer spelas i Australien och Nya Zeeland. Spanien vinner turneringen genom att besegra England med 1–0 i finalen på Stadium Australia i Sydney. Sverige erövrar bronsmedaljerna efter seger med 2–0 mot Australien i matchen om tredje pris på Lang Park i Brisbane.[8][9]

## Friidrott
- 19 27 augusti: Världsmästerskapen avgörs i Budapest i Ungern.

## Handboll
- 29 januari: Världsmästerskapet för herrar, som spelas i Polen och Sverige, avslutas i Tele2 Arena i Stockholm med att Danmark besegrar Frankrike med 34–29 i finalen medan Spanien besegrar Sverige med 39–36 i matchen om bronsmedaljerna.[10][11]
- 17 december: Världsmästerskapet för damer, som spelas i Danmark, Norge och Sverige, avslutas i Jyske Bank Boxen i Herning med att Frankrike besegrar Norge med 31–28 i finalen medan Danmark besegrar Sverige med 28–27 i matchen om bronsmedaljerna.[12][13]

## Innebandy
- 10 december: Sverige vinner världsmästerskapet för damer, som spelas i Singapore genom att besegra Finland med 6–4 i finalen, medan Tjeckien besegrar Schweiz med 5–4 i bronsmatchen.[14][15]

## Ishockey
- 5 januari: Vid juniorvärldsmästerskapet, som spelas i Kanada, vinner Kanada turneringen genom att besegra Tjeckien med 3–2 efter förlängning i finalmatchen, medan USA besegrar Sverige med 8–7, också efter förlängning, i bronsmatchen.[16][17]
- 15 januari: Vid U18-Världsmästerskapet, som spelas i Östersund i Sverige, vinner Kanada turneringen genom att besegra Sverige med 10–0 i finalmatchen, medan USA besegrar Finland med 5–0 i bronsmatchen.[18][19]
- 18 februari: Tappara från Finland vinner Champions Hockey League genom att besegra Luleå HF från Sverige med 3–2 i finalen i Coop Norrbotten Arena i Luleå i Sverige.[20]
- 20 mars: Luleå HF blir svenska dammästare genom att besegra Brynäs IF med 3–0 vid den tredje finalmatchen i Coop Norrbotten Arena i Luleå.[21]
- 16 april - Världsmästerskapet för damer, som spelas i Brampton i Ontario i Kanada, vinns av USA, som besegrar Kanada med 2–1 i finalmatchen, medan Tjeckien besegrar Schweiz med 3–2 i matchen om tredjepris.[22][23]
- 24 april - Växjö Lakers HC blir svenska herrmästare genom att besegra Skellefteå AIK med 3–0 vid den femte finalmatchen i Vida Arena i Växjö.[24]

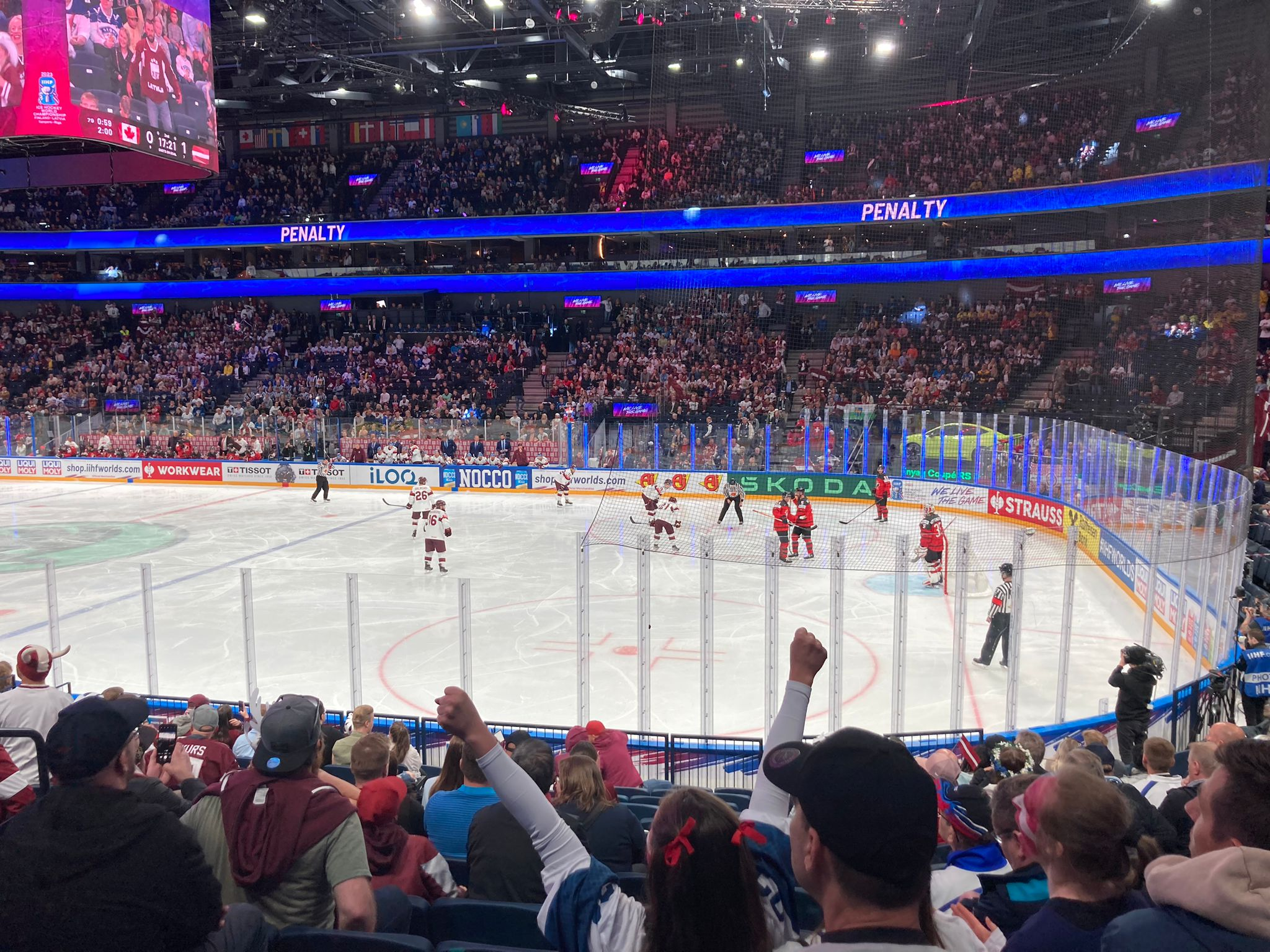
Norge–Lettland i herrarnas världsmästerskap.

- 28 maj - Världsmästerskapet för herrar, som spelas i Tammerfors i Finland och Riga i Lettland, vinns av Kanada, som besegrar Tyskland med 5–2 i finalmatchen, medan Lettland besegrar USA med 4–3 i matchen om tredjepris.[25][26]
- 13 juni: Vegas Golden Knights vinner Stanley Cup, genom att besegra Florida Panthers med 9–3 på bortais i femte finalen, och vinner därmed finalserien med 4–1.[27]

## Motorsport

### Sportvagnsracing
- 11 juni – James Calado, Antonio Giovinazzi och Alessandro Pier Guidi vinner Le Mans 24-timmars för Ferrari AF Corse.[28]

## Simsport
- 14–30 juli: Världsmästerskapen avgörs i Fukuoka i Japan.

## Avlidna
- 2 januari – Rosi Mittermaier, 72, västtysk alpin skidåkare.[29]
- 3 januari – Rolf Andersson, 80, svensk fotbollsspelare.[30]
- 6 januari – Gianluca Vialli, 58, italiensk fotbollsspelare och tränare.[31][32]
- 13 januari – Klas Lestander, 91, svensk skidskytt.[33]
- 15 januari – Jane Cederqvist, 77, svensk simmare.[34][35][36]
- 30 januari – Bobby Hull, 84, kanadensisk ishockeyspelare.[37]
- 2 februari – Jean-Pierre Jabouille, 80, fransk racerförare.[38]
- 8 februari – Elena Fanchini, 37, italiensk alpin skidåkare.[39][40]
- 16 maj – Ulf Högberg, 77, svensk friidrottare.[41]
- 31 juli – Carl-Erik Eriksson, 93, svensk bobåkare.[42]

### Fotnoter
1. ↑  ”Så var Idrottsgalan 2023” (på svenska). SVT Sport. 16 januari 2023. https://www.svt.se/sport/idrottsgalan/folj-idrottsgalan-2023. Läst 17 januari 2023.
2. ↑  Andreas Käck (16 januari 2023). ”Nils van der Poel fick Jerringpriset”. Aftonbladet. https://www.aftonbladet.se/sportbladet/a/abjdQA/nils-van-der-poel-vann-jerringpriset-2022. Läst 17 januari 2023.
3. ↑  Jonathan Kvarnström (17 mars 2023). ”Tilda Ström femmålsskytt när Villa vann tredje raka SM-finalen” (på svenska). SVT Sport. https://www.svt.se/sport/bandy/18-45-se-damernas-bandyfinal-mellan-villa-och-vasteras. Läst 18 mars 2023.
4. ↑  Oskar JP Danielson Frost, Anna Maria Fredholm (18 mars 2023). ”Västerås tog SM-guldet i bandy” (på svenska). SVT Sport. https://www.svt.se/sport/bandy/folj-sm-finalen-i-bandy-villa-lidkoping-vasteras. Läst 18 mars 2023.
5. ↑  Ellen Hellmark, Milad Akbarzadeh (2 april 2023). ”VM-guld till Sveriges bandydamer” (på svenska). SVT Sport. https://www.svt.se/sport/bandy/article39219155.svt. Läst 2 april 2023.
6. ↑  Ellen Hellmark, Milad Akbarzadeh (2 april 2023). ”Svenskt VM-guld efter drömminuter” (på svenska). SVT Sport. https://www.svt.se/sport/bandy/article39221111.svt. Läst 2 april 2023.
7. ↑  ”Finalrevansch för Spanien” (på svenska). SVT Sport. 18 juni 2023. https://www.svt.se/sport/artikel/finalrevansch-for-spanien-vann-nations-league. Läst 19 juni 2023.
8. ↑  Adam Borg (20 augusti 2023). ”Spanien vann första VM-guldet” (på SVT Sport). SVT Sport. https://www.svt.se/sport/fotboll/vm-final-3. Läst 21 augusti 2023.
9. ↑  Jane Björck, Daniel Grefve, Nils Rahm (19 augusti 2023). ”Sverige tog VM-brons i fotboll” (på SVT Sport). SVT Sport. https://www.svt.se/sport/fotboll/sverige-tog-vm-brons-i-fotboll-knockad-kosovare-asllani-avgjorde. Läst 21 augusti 2023.
10. ↑  Hannes Nyberg (29 januari 2023). ”Danskt jubel i Stockholm” (på svenska). SVT Sport. https://www.svt.se/sport/handboll/frankrike-danmark-vm-final-handboll. Läst 29 januari 2023.
11. ↑  Hannes Nyberg, Björn Nordling (29 januari 2023). ”Sverige förlorade VM-bronsmatchen” (på svenska). SVT Sport. https://www.svt.se/sport/handboll/sverige-spanien-bronsmatch-vm. Läst 29 januari 2023.
12. ↑  Moa Berander (17 december 2023). ”Frankrike tog VM-guld” (på svenska). SVT Sport. https://www.svt.se/sport/handboll/frankrike-tog-vm-guld-besegrade-norge-i-finalen--0w4gk8. Läst 17 december 2023.
13. ↑  Nils Rahm, Milad Akbarzadeh (17 december 2023). ”Sverige föll i bronsmatchen mot Danmark efter jättedrama” (på svenska). SVT Sport. https://www.svt.se/sport/handboll/sverige-foll-i-bronsmatchen-mot-danmark-efter-jattedrama--b3sfzq. Läst 17 december 2023.
14. ↑  Oscar Rickstrand (10 december 2023). ”Sverige tar VM-guld” (på svenska). SVT Sport. https://www.svt.se/sport/innebandy/sverige-tar-vm-guld-efter-krossen-i-forsta-perioden-for-daligt--a7l8m2. Läst 10 december 2023.
15. ↑  Hannes Nyberg (10 december 2023). ”Här slår hon sönder klubban efter avgörande misstaget i bronsmatchen” (på språk=svenska). SVT Sport. https://www.svt.se/sport/innebandy/har-slar-hon-sonder-klubban-efter-avgorande-misstaget-i-bronsmatchen--wo6gce. Läst 10 december 2023.
16. ↑  Erik Liljekvist, Marie Lehmann (6 januari 2023). ”Guld till Kanada efter förlängningsdramatik mot Tjeckien” (på svenska). SVT Sport. https://www.svt.se/sport/ishockey/guld-till-kanada-efter-forlangningsdramatik-mot-tjeckien. Läst 6 januari 2023.
17. ↑  Jonathan Kvarnström (5 januari 2023). ”Juniorkronorna föll efter sanslöst drama mot USA i sudden” (på svenska). SVT Sport. https://www.svt.se/sport/ishockey/jvm-10. Läst 6 januari 2023.
18. ↑  Moa Berander (15 januari 2023). ”Mardrömsperiod sänkte Sverige” (på svenska). SVT Sport. https://www.svt.se/sport/ishockey/mardromsperiod-sankte-sverige-jvm-silver-till-juniordamerna. Läst 15 januari 2023.
19. ↑  ”Sverige överkört i JVM-finalen” (på svenska). Sveriges Radio. 15 januari 2023. https://sverigesradio.se/artikel/sverige-overkort-i-jvm-finalen. Läst 15 januari 2023.
20. ↑  Tobias Skagerström (18 februari 2023). ”Luleå förlorade CHL-finalen” (på svenska). SVT Sport. https://www.svt.se/sport/ishockey/chl-final-lulea-tappara. Läst 18 februari 2023.
21. ↑  Petter Öhrling, Emelie Fredriksson (20 mars 2023). ”Femte raka SM-guldet för Luleå i SDHL” (på svenska). SVT Sport. https://www.svt.se/sport/ishockey/lulea-brynas-sdhl-final-1. Läst 20 mars 2023.
22. ↑  Albin Aghamn (17 april 2023). ”VM-guld till USA” (på svenska). SVT Sport. https://www.svt.se/sport/ishockey/vm-guld-till-usa-kalldusch-for-kanada. Läst 17 april 2023.
23. ↑  Gustav Tägtström (16 april 2023). ”Tjeckien höll för favorittrycket” (på svenska). SVT Sport. https://www.svt.se/sport/ishockey/tjeckien-holl-for-favorittrycket-tog-hem-vm-bronset. Läst 17 april 2023.
24. ↑  Milad Akbarzadeh, Jonathan Kvarnström (24 april 2023). ”Ögon i nacken-mål när Växjö tog hem SM-guldet” (på svenska). SVT Sport. https://www.svt.se/sport/ishockey/sm-final-5. Läst 24 april 2023.
25. ↑  Mathias Andersson (28 maj 2023). ”Kanada världsmästare i ishockey” (på svenska). SVT Sport. https://www.svt.se/sport/ishockey/kanada-tyskland-vm-final-ishockey. Läst 28 maj 2023.
26. ↑  Mathias Andersson, Petter Öhrling (28 maj 2023). ”Lettland tar första VM-medaljen” (på svenska). SVT Sport. https://www.svt.se/sport/ishockey/lettland-skriver-historia-tar-forsta-vm-medaljen. Läst 28 maj 2023.
27. ↑  Jonathan Kvarnström (14 juni 2023). ”Vegas Stanley Cup-mästare i natt” (på svenska). SVT Sport. https://www.svt.se/sport/ishockey/jackpott-for-vegas-nya-stanley-cup-mastare. Läst 14 juni 2023.
28. ↑  ”Ferrari takes historic 24 hours of Le Mans victory in front of sell out crowd” (på engelska). fiawec.com. 11 juni 2023. https://www.fiawec.com/en/news/ferrari-takes-historic-24-hours-of-le-mans-victory-in-front-of-sell-out-crowd/7714. Läst 13 juni 2023.
29. ↑  Daniel Grefve (5 januari 2023). ”Dubbla OS-guldmedaljören Rosi Mittermaier död” (på svenska). SVT Sport. https://www.svt.se/sport/alpint/den-alpina-legendaren-rosi-mittermaier-har-dott. Läst 5 januari 2023.
30. ↑  ”Rolf Andersson”. Familjesidan. http://w.familjesidan.se/cases/rolf-a61354ae-f9a3-4167-ac5c-a49352225bb0/funeral-notices. Läst 28 januari 2023.
31. ↑  Emelie Fredriksson (6 januari 2023). ”Gianluca Vialli död” (på svenska). SVT Sport. https://www.svt.se/sport/fotboll/gianluca-vialli-dod. Läst 6 januari 2023.
32. ↑  Mikael Ljungberg (6 januari 2023). ”Gianluca Vialli död” (på svenska). Sportbladet. https://www.aftonbladet.se/sportbladet/fotboll/a/rlzQaw/gianluca-vialli-ar-dod-blev-58-ar. Läst 6 januari 2023.
33. ↑  Oscar Rickstrand (13 januari 2023). ”Klas Lestander död” (på svenska). SVT Sport. https://www.svt.se/sport/skidskytte/klas-lestander-dod-blev-91-ar-gammal. Läst 14 januari 2023.
34. ↑  Hannes Nyberg (16 januari 2023). ”Jane Cederqvist har gått bort” (på svenska). SVT Sport. https://www.svt.se/sport/simning/jane-cederqvist-har-gatt-bort. Läst 16 januari 2023.
35. ↑  Anders Lindblad (16 januari 2023). ”Jane Cederqvist död i sviter av ALS” (på svenska). Svenska Dagbladet. https://www.svd.se/a/y680Eg/tidigare-simstjarnan-jane-cederqvist-ar-dod. Läst 16 januari 2023.
36. ↑  Mattias Karlsson (16 januari 2023). ”Simlegendaren Jane Cederqvist är död i ALS” (på svenska). Sportbladet. https://www.aftonbladet.se/sportbladet/a/15j06W/jane-cederqvist-dod-i-als-blev-77-ar-gammal. Läst 16 januari 2023.
37. ↑  Nils Rahm (30 januari 2023). ”Bobby Hull död” (på svenska). SVT Sport. https://www.svt.se/sport/ishockey/bobby-hull-dod-hockeylegendaren-blev-84-ar-gammal. Läst 1 februari 2023.
38. ↑  Cleeren, Filip (3 februari 2023). ”Double F1 race winner Jean-Pierre Jabouille dies aged 80” (på engelska). motorsport.com. Motorsport Network. https://www.motorsport.com/f1/news/double-f1-race-winner-jean-pierre-jabouille-dies-aged-80/10427404/. Läst 2 februari 2023.
39. ↑  Daniel Grefve (8 februari 2023). ”Elena Fanchini död” (på svenska). SVT Sport. https://www.svt.se/sport/alpint/elena-fanchini-dod-37-ar-gammal. Läst 8 februari 2023.
40. ↑  Jonas Fiskaare (8 februari 2023) (på svenska). https://www.aftonbladet.se/sportbladet/a/KnWzvX/vm-medaljoren-elena-fanchini-har-dott-blev-37-ar. Läst 8 februari 2023.
41. ↑  ”Ulf Högberg”. Fonus minnessidor. https://minnessidor.fonus.se/memorial_page/memorial_page_ads.php?order_id=4180866&set_site_id=2&cat=ads&sign=ffc9b6934730bf73c6957938dcd6c8c8. Läst 27 maj 2023.
42. ↑  ”Carl-Erik “Jätten” Eriksson död – blev 93 år”. Expressen. 4 augusti 2023. https://www.expressen.se/sport/carl-erik-jatten-eriksson-blev-93-ar-/. Läst 4 augusti 2023.